# 玛礼逊洋行
玛礼逊洋行是上海最早的一个上规模的建筑设计事务所，由英商创立。1885年，由英国工程师、上海公共租界工部局副总董玛礼逊（Gabriel James Morrison）和英国皇家建筑师协会（RIBA）成员格兰顿（F . M . Gratton）合伙组建。1902年以后，玛礼逊洋行由助手司各特（Wailer Scott）主持，英文名称也改为Messrs. Scott ＆ Carter。

## 主要作品
- 中国通商银行大楼 (外滩)（外滩6号），1897年。
- 轮船招商局大楼（外滩9号），1901年。
- 汇中饭店大楼（外滩19号），1906年，今和平饭店南楼。
- 惠罗公司（南京东路四川中路东北转角），1906年。

这些建筑均被列为上海近代优秀保护建筑。 